# Cyclopède (locomotive)
Pour les articles homonymes, voir Cyclopède.
La ou le Cyclopède (anglais : Cycloped ou Cyclopede) est une locomotive à propulsion hippomobile inventée en 1829 à Liverpool par Thomas Shaw Brandreth (en). À la différence de la traction hippomobile, utilisée notamment par les voitures, le cheval est ici embarqué à bord, et marche sur une chenille pour lui imprimer un mouvement qui est transmis aux roues.
Ce prototype participe au concours de Rainhill en octobre 1829, une course destinée à mettre à l'épreuve différentes locomotives pour choisir celle qui opérera sur la ligne Liverpool - Manchester alors en cours d'achèvement. Seule candidate à ne pas être mue par une machine à vapeur, elle ne remporte pas la victoire.
Brandreth a déposé un brevet pour son invention le 9 septembre 1829, moins d'un mois avant le concours.

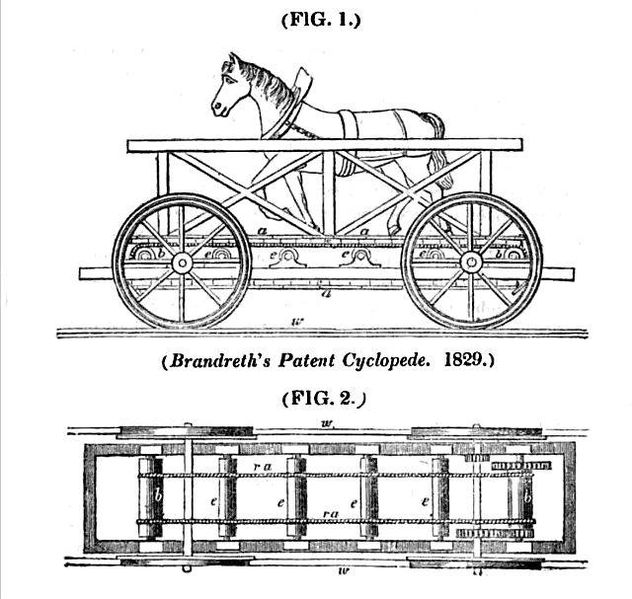
Schéma du Cyclopède dans le brevet, reproduit dans un ouvrage paru à la même époque[3].
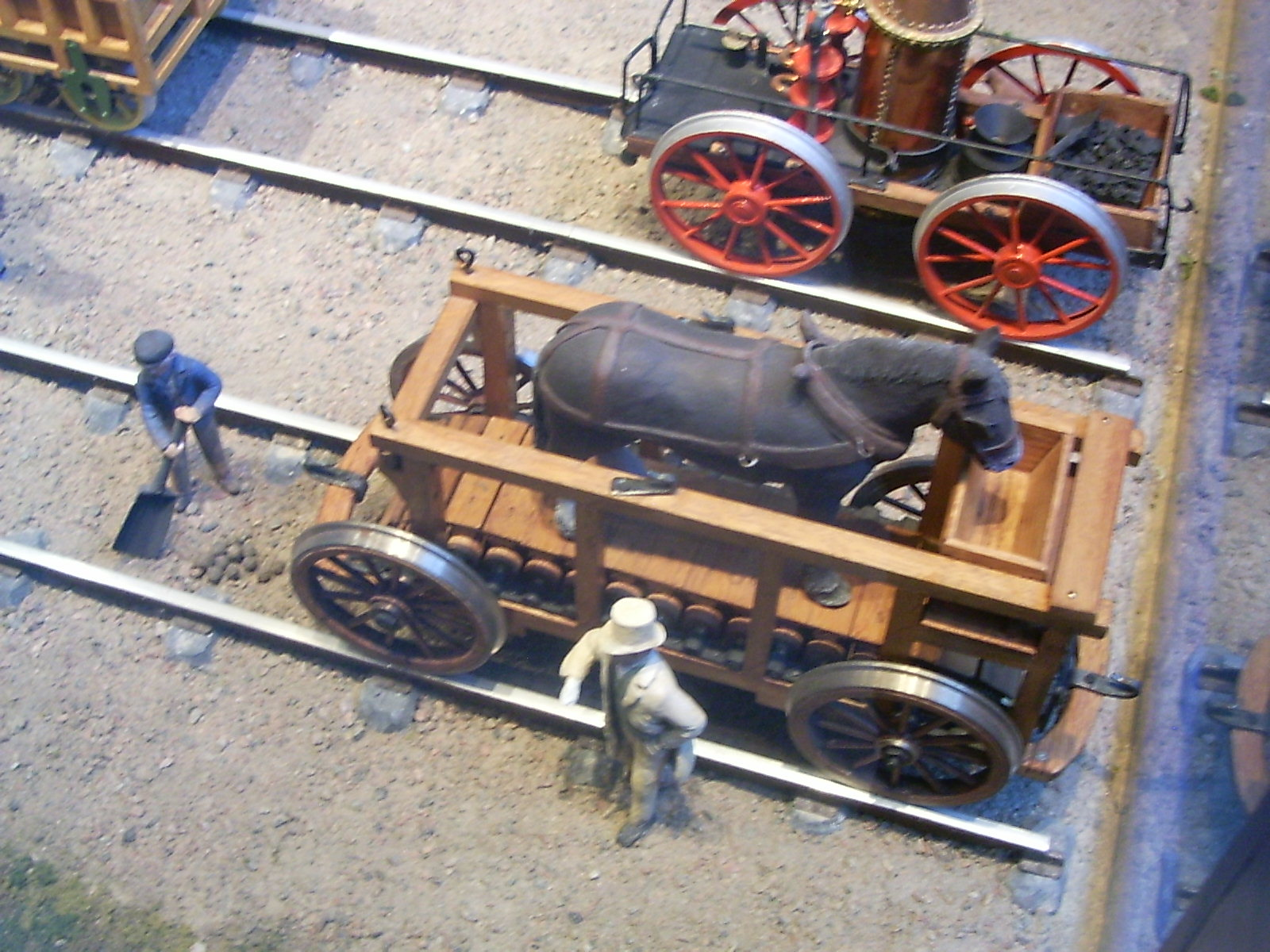
Maquette du Cyclopède au Järnvägens museum (sv) (musée des chemins de fer) à Ängelholm en Suède.